# Býkov-Láryšov
Býkov-Láryšov je obec v okrese Bruntál v Moravskoslezském kraji. Žije v ní 168 obyvatel. Obec je tvořena ze dvou vesnic – Býkova a Láryšova.

## Poloha
Obec Býkov-Láryšov sousedí na severu s Branticemi a Krnovem, na východě s Úvalnem, na jihu s Brumovicemi a na západě s Lichnovem. Od okresního města Bruntál je vzdálena sedmnáct kilometrů a od krajského města Ostrava padesát kilometrů.
Geomorfologicky patří Býkov-Láryšov k provincii Česká vysočina, subprovincii Krkonošsko-jesenické (Sudetské), oblasti Jesenické (Východosudetské) (geomorfologický celek Nízký Jeseník, podcelek Brantická vrchovina). Nejvyššími místy obce jsou vrchy Ovčák (466 m n. m.) a Bříza (465 m n. m.).
Území Býkova-Láryšova patří do povodí Odry, resp. Opavy. Láryšovem protéká ze západu na východ Hájnický potok. Pod Býkovem pramení několik drobných bezejmenných toků odtékajících jihovýchodním směrem a vlévajících se do Čižiny. Na východě vsi pramení a na východ odtéká Černý potok.
Území obce pokrývá z 44 % zemědělská půda (15 % orná půda, 27 % louky a pastviny), z 52 % les a z 4 % zastavěné a ostatní (např. průmyslové) plochy.

## Historie
První písemná zmínka o obci pochází z roku 1238.
Od 30. dubna 1976 do 31. prosince 1991 byla dnešní obec Býkov-Láryšov částí obce Krnov pod názvem Býkov.

## Obyvatelstvo

### Vývoj počtu obyvatel
Počet obyvatel obce Býkov-Láryšov podle sčítání nebo jiných úředních záznamů:
| Rok            | 1869 | 1880 | 1890 | 1900 | 1910 | 1921 | 1930 | 1939 | 1950 | 1961 | 1970 | 1980 | 1991 | 2001 | 2011 | 2021 |
| -------------- | ---- | ---- | ---- | ---- | ---- | ---- | ---- | ---- | ---- | ---- | ---- | ---- | ---- | ---- | ---- | ---- |
| Počet obyvatel | 413  | 430  | 425  | 406  | 381  | 391  | 366  | 346  | 240  | 253  | 283  | 215  | 161  | 158  | 164  | 167  |
| Počet domů     | 90   | 92   | 80   | 90   | 91   | 88   | 91   | —    | 86   | 67   | 61   | 55   | 66   | 74   | 81   | 85   |

1. ↑  z toho: 10 Čechoslováků, 344 Němců; 363 řím. kat., 2 evang., 1 čsl.
2. ↑  z toho: 141 Čechů, Moravanů a Slezanů, 6 Slováků, 1 Polák; 31 řím. kat., 4 čsl. hus., 122 bez vyzn.

V Býkově-Láryšově je evidováno 80 adres : 79 čísel popisných (trvalé objekty) a 1 číslo evidenční (dočasné či rekreační objekty). Při sčítání lidu roku 2001 zde bylo napočteno 74 domů, z toho 42 trvale obydlených.

## Obecní správa
Obec Býkov-Láryšov vznikl 1. ledna 1992 sloučením dvou částí, jimiž jsou Býkov a Láryšov.

### Části obce
- Býkov
- Láryšov

Obě části leží v katastrálním území Býkov.

### Obecní symboly
Znak a vlajka byly obci uděleny rozhodnutím předsedy Poslanecké sněmovny Parlamentu České republiky dne 11. května 2006.

## Pamětihodnosti
- Kostel Panny Marie Karmelské

## Galerie

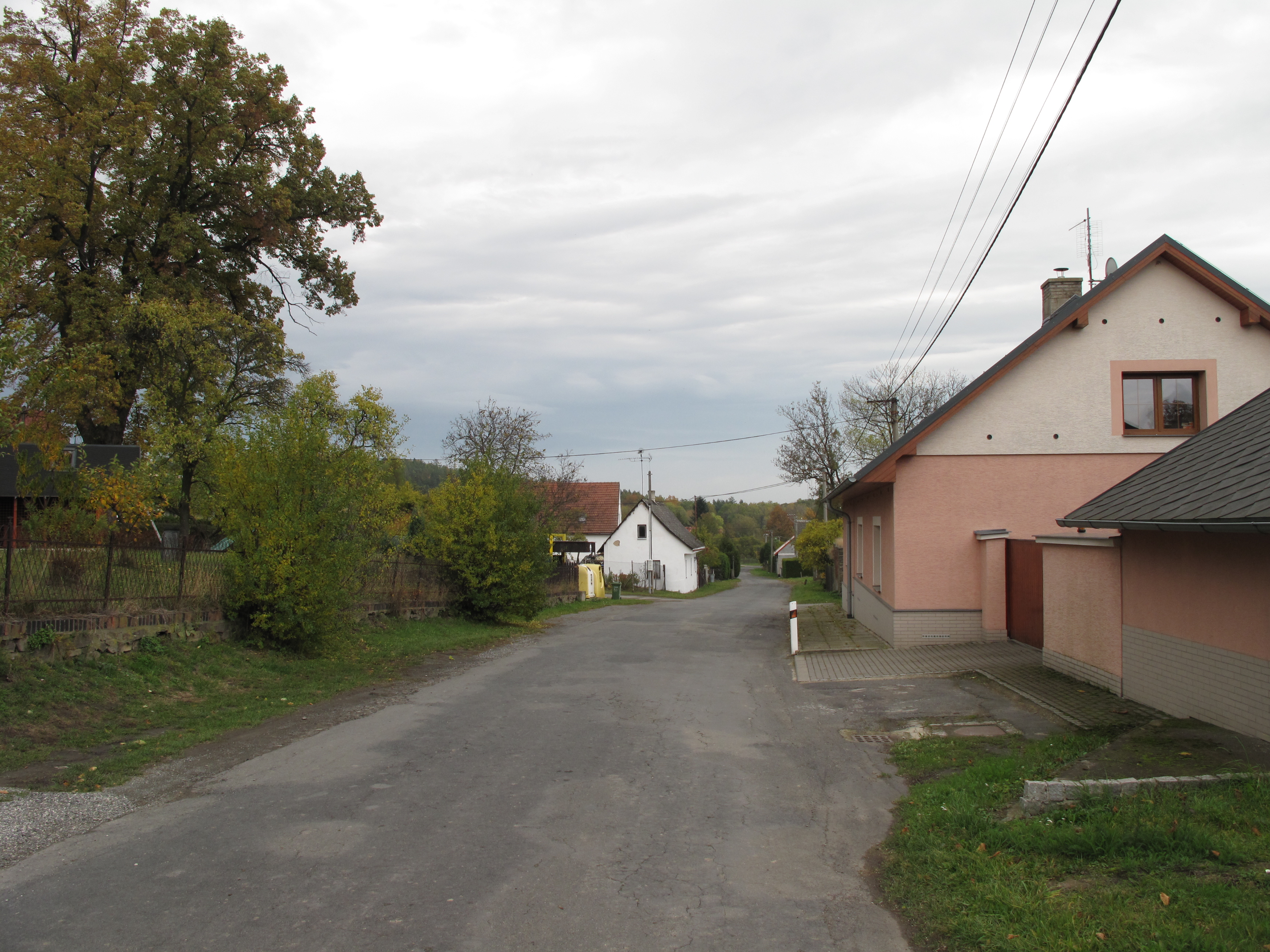
Silnice v Býkově
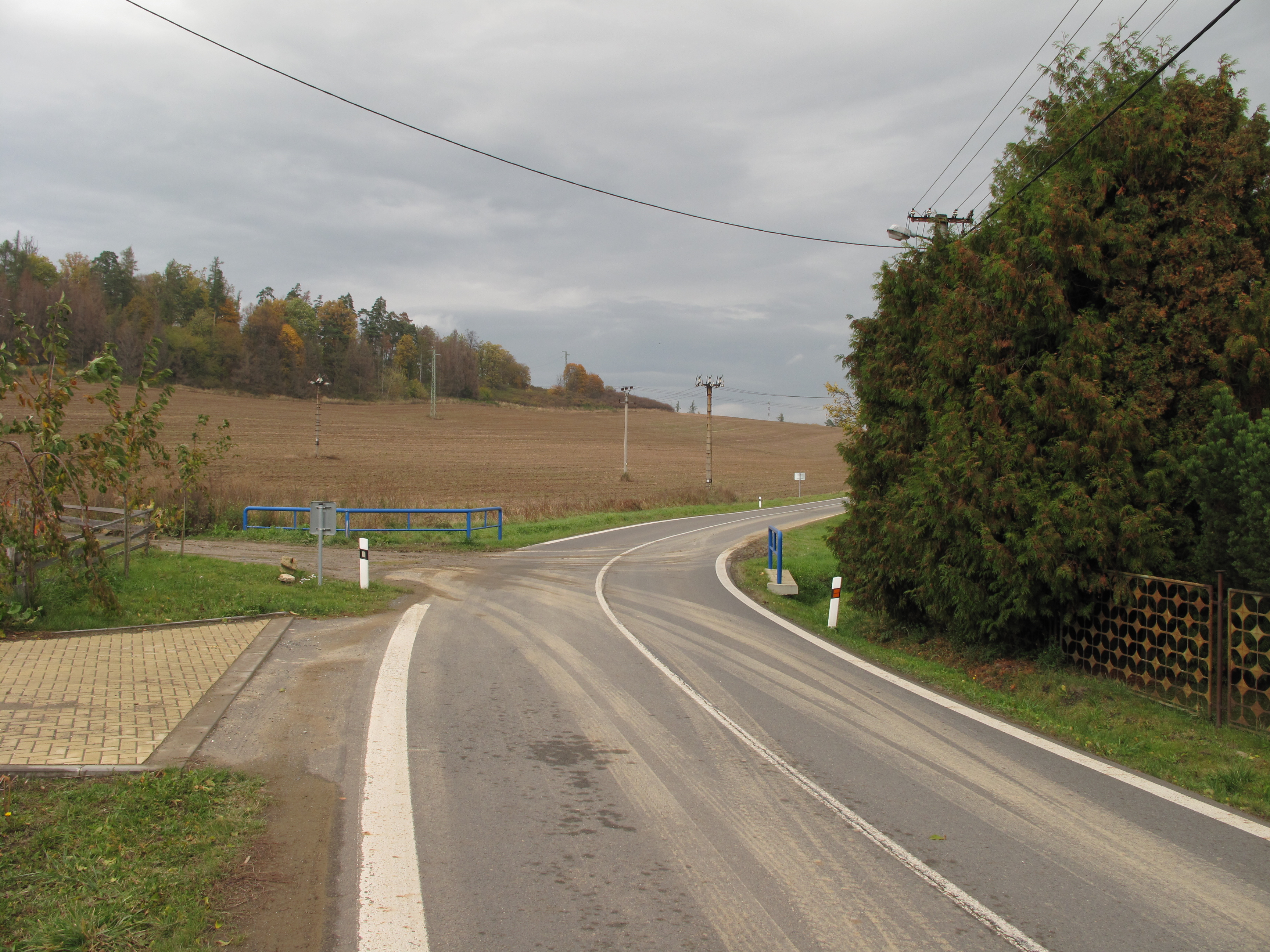
Pole u Láryšova
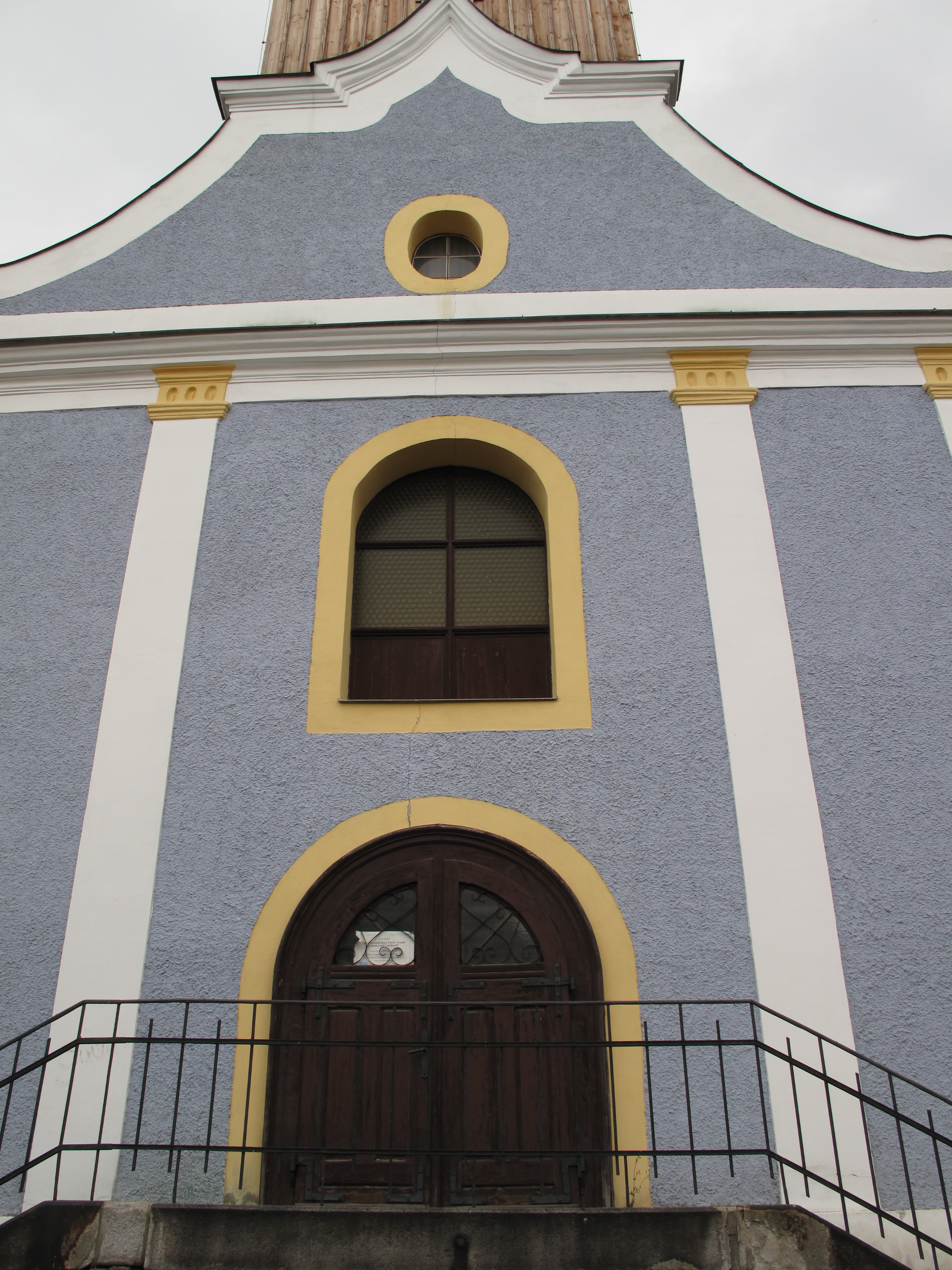
Fasáda kostela Panny Marie Karmelské v Býkově